# Le Manuel des inquisiteurs (roman)
O Manual dos Inquisidores
Pour l’article homonyme, voir Le Manuel des inquisiteurs.
Le Manuel des inquisiteurs (titre original portugais O Manual dos Inquisidores) est un roman de l'écrivain portugais António Lobo Antunes, publié en 1996. Le livre est né d'une histoire que lui aurait racontée son frère, João Lobo Antunes.
Dans ce roman, chaque chapitre donne la parole à un nouveau narrateur tournant autour de la vie d'un certain Francisco, homme d'état portugais, très influent, ayant exercé la fonction de ministre durant le régime de l'Estado Novo, dirigé par António de Oliveira Salazar. Alors que l'homme se meurt dans un hôpital, des années après la chute du régime, sa personnalité complexe se dessine au fur et à mesure des témoignages: violent, pervers, vulgaire, amoureux, désespéré, traumatisé.

## Résumé
Le récit ne suit pas la chronologie exacte des événements. Il est plutôt une succession de pensées ou de témoignages de narrateurs différents qui nous renseignent sur les personnages principaux de manière aléatoire. Un témoignage est souvent éclairé par un autre point de vue. Ainsi, il est possible de reconstituer l'histoire de plusieurs personnages.
Il est d'abord question de Francisco, ministre de Salazar, homme influent du régime, régnant sur son domaine, abusant sexuellement de ses domestiques qu'il méprise comme il méprise son fils. Cet homme est pourtant incapable de retenir la femme qu'il aime, cherchant à la retrouver à travers sa relation avec une femme du peuple. La révolution de 1974 le plonge dans la folie, barricadé dans son domaine qu'il protège un fusil à la main.
Il est aussi question de ce fils, un être sans caractère, passant son temps sur son bateau, qui ne fait qu'entrevoir l'histoire de ses parents, qui finit par épouser une femme dont la famille est dans les affaires. Se voyant confier un poste symbolique dans une des affaires de sa belle-famille, il passe son temps à apposer sa signature là où on lui demande de signer, jusqu'au jour où sa femme le quitte. La belle-famille n'hésite pas à lui faire payer cher ce divorce.
Il y a la femme de ce Francisco que l'on découvre davantage déçue par l'amour en général que par son ex-mari. L'homme qu'elle fréquente se révèle être une personnalité trop haut placée pour être inquiétée par le régime.
On suit également certaines des femmes travaillant pour ce Francisco qui les traite comme des esclaves sexuelles. Une gouvernante secrètement amoureuse de lui, une cuisinière violée par lui avant de tomber enceinte. La fille bâtarde sera confiée à une autre femme.

## Thèmes abordés
Même si ce n'est pas le thème principal du roman, Lobo Antunes dépeint la violence du régime dictatorial portugais dirigé par Salazar durant plus de quarante ans. Certains épisodes historiques sont évoqués: les élections truquées de 1958, l'assassinat du principal opposant à Salazar, Humberto Delgado, la révolution de 1974. On y découvre les prisons de Peniche et du Cap-Vert, la torture des opposants, les méthodes de la police politique, l'alliance du pouvoir avec les milieux de la finance.
Le peuple portugais n'est pas plus épargné: il y apparait aussi misérable, méprisé et maltraité que servile.